# Мокіни (Польща)
Мокіни (пол. Mokiny, нім. Mokainen) — село в Польщі, у гміні Барчево Ольштинського повіту Вармінсько-Мазурського воєводства.
Населення — 132 особи (2011).
У 1975-1998 роках село належало до Ольштинського воєводства.

## Демографія
Демографічна структура станом на 31 березня 2011 року:
|          | Загалом | Допрацездатний вік | Працездатний вік | Постпрацездатний вік |
| -------- | ------- | ------------------ | ---------------- | -------------------- |
| Чоловіки | 72      | 13                 | 49               | 10                   |
| Жінки    | 60      | 13                 | 37               | 10                   |
| Разом    | 132     | 26                 | 86               | 20                   |